# Địa phận bán hàng
Địa phận bán hàng là nhóm khách hàng hoặc khu vực địa lý mà một nhân viên bán hàng cá nhân hoặc một nhóm bán hàng chịu trách nhiệm. Các địa phận có thể được xác định trên cơ sở địa lý, tiềm năng bán hàng, lịch sử hoặc kết hợp các yếu tố. Các công ty cố gắng cân bằng địa phận của họ bởi vì điều này có thể giảm chi phí và tăng doanh thu.

## Mục đích
Mục đích của chỉ số bảo hiểm lực lượng bán hàng (hoặc địa phận bán hàng) là tạo ra các địa phận bán hàng cân bằng. Có một số cách để phân tích địa phận. "Thông thường, địa phận được so sánh dựa trên tiềm năng hoặc kích thước của chúng. Đây là một bài tập quan trọng. Nếu địa phận khác nhau mạnh hoặc trượt ra khỏi sự cân bằng, nhân viên bán hàng có thể được cung cấp quá nhiều hoặc quá ít công việc. Điều này có thể dẫn đến việc phục vụ khách hàng quá mức hoặc quá mức."
"Khi nhân viên bán hàng được kéo dài quá mỏng, kết quả có thể là một dịch vụ kém của khách hàng. Điều này có thể chi phí một doanh nghiệp vững chắc bởi vì những người bán hàng bị đánh thuế quá mức tham gia vào các cấp độ hoạt động phụ tối ưu ở một số khu vực. Họ tìm kiếm quá ít khách hàng tiềm năng, xác định quá ít khách hàng tiềm năng và dành quá ít thời gian cho khách hàng hiện tại. Những khách hàng này, lần lượt, có thể đưa công việc kinh doanh của mình đến các nhà cung cấp thay thế."
"Ngược lại, dịch vụ quá tốt có thể tăng chi phí và giá cả và do đó gián tiếp giảm doanh thu. Việc phục vụ quá mức ở một số địa phận cũng có thể dẫn đến không phục vụ người khác."
"Địa phận không cân bằng cũng tăng vấn đề phân phối không công bằng tiềm năng bán hàng giữa các thành viên của một lực lượng bán hàng. Điều này có thể dẫn đến bồi thường méo mó và khiến nhân viên bán hàng tài năng rời khỏi công ty, tìm kiếm sự cân bằng và bồi thường vượt trội."
"Đạt được sự cân bằng phù hợp giữa các địa phận là một yếu tố quan trọng trong việc duy trì sự hài lòng giữa khách hàng, nhân viên bán hàng và công ty nói chung."
"Dự báo bán hàng tiềm năng "có thể được sử dụng để xác định các mục tiêu bán hàng và giúp xác định các địa phận xứng đáng với phân bổ nguồn lực hạn chế. Dự báo bán hàng tiềm năng là dự báo về số lượng khách hàng tiềm năng và sức mua của họ. Nó không đánh giá khả năng chuyển đổi" Tiềm năng bán hàng có thể được trình bày theo một số cách, trong đó, cơ bản nhất là dân số, tức là số lượng tài khoản tiềm năng trong địa phận. Trong một cuộc khảo sát gần 200 nhà quản lý tiếp thị cấp cao, 62% trả lời rằng họ đã tìm thấy chỉ số "dự báo bán hàng tiềm năng" rất hữu ích.

## Xây dựng
"Khi xác định hoặc xác định lại địa phận, các công ty cố gắng cân bằng tải công việc, cân bằng tiềm năng bán hàng, phát triển địa phận nhỏ gọn và giảm thiểu sự gián đoạn trong quá trình thiết kế lại. Những mục tiêu này có thể có tác động khác nhau đối với các bên liên quan khác nhau.... Trước khi thiết kế địa phận mới, người quản lý lực lượng bán hàng phải đánh giá khối lượng công việc của tất cả thành viên của nhóm bán hàng."
Khối lượng công việc cho một địa phận có thể được tính như sau:
Khối lượng công việc (#) = [Tài khoản hiện tại (#) * Thời gian trung bình để phục vụ một tài khoản đang hoạt động (#)] + [Triển vọng (#) * Thời gian cố gắng chuyển đổi khách hàng tiềm năng thành tài khoản đang hoạt động (#)]
Tiềm năng bán hàng trong địa phận có thể được xác định như sau:
Tiềm năng bán hàng ($) = Số tài khoản có thể (#) x Sức mua ($)
"Sức mua là một con số đô la dựa trên các yếu tố như mức thu nhập trung bình, số lượng doanh nghiệp trong một địa phận, doanh thu trung bình của các doanh nghiệp đó và nhân khẩu học dân số. Việc mua các chỉ số năng lượng nói chung là đặc thù cho các ngành công nghiệp cá nhân, "nhưng nói chung, định nghĩa về sức mua có xu hướng mang tính nghệ thuật hơn là khoa học.
"Ngoài khối lượng công việc và tiềm năng bán hàng, cần có chỉ số chính thứ ba để so sánh các địa phận. Đây là kích thước hoặc, cụ thể hơn, thời gian đi lại. Trong bối cảnh này, thời gian đi lại hữu ích hơn kích thước bởi vì nó biểu thị chính xác hơn yếu tố mà kích thước ngụ ý - đó là, lượng thời gian cần thiết để tiếp cận khách hàng và khách hàng tiềm năng."
"Mục tiêu của người quản lý là cân bằng khối lượng công việc và tiềm năng giữa nhân viên bán hàng, có thể có lợi khi tính toán các chỉ số kết hợp - chẳng hạn như thời gian đi lại tiềm năng bán hàng - để so sánh giữa các địa phận."
"Tiềm năng bán hàng có thể được thể hiện bằng nhiều cách. Trong số này, cơ bản nhất là dân số - số lượng tài khoản tiềm năng trong một địa phận.... Việc ước tính kích thước của một địa phận có thể chỉ đơn giản là tính toán khu vực địa lý mà nó bao trùm. Có khả năng, tuy nhiên, thời gian đi lại trung bình cũng sẽ rất quan trọng. Tùy thuộc vào chất lượng đường, mật độ giao thông hoặc khoảng cách giữa các doanh nghiệp, người ta có thể thấy rằng các địa phận có diện tích bằng nhau đòi hỏi các yêu cầu về thời gian đi lại rất khác nhau. Trong việc đánh giá sự khác biệt như vậy, hồ sơ lực lượng bán hàng của thời gian cần thiết để đi từ cuộc gọi đến cuộc gọi có thể hữu ích. Các chương trình phần mềm máy tính chuyên dụng có sẵn cho các mục đích này."
"Xác định lại vùng địa phận là một quá trình khó khăn nổi tiếng. Để thực hiện tốt, ngoài các số liệu được trích dẫn trước đó, sự gián đoạn của mối quan hệ khách hàng và cảm giác sở hữu giữa các nhân viên bán hàng cũng phải được xem xét."

## Danh sách phần mềm thiết kế địa phận
Các ứng dụng phần mềm mã nguồn mở và thương mại khác nhau có sẵn để hỗ trợ thiết kế địa phận bán hàng.
| Tên (theo thứ tự abc)      | Giấy phép          | Thông tin tóm tắt |
| -------------------------- | ------------------ | --- |
| Maplytics™                 | Có bản quyền       | Công cụ phân tích địa lý trên nhiều thiết bị để hiển thị dữ liệu Dynamics CRM, Lập kế hoạch bổ nhiệm, Tối ưu hóa và chia sẻ tuyến đường, Quản lý hình ảnh và quản lý bán hàng bản đồ nhiệt. |
| BadgerMaps                 | Có bản quyền       | Ứng dụng bản đồ trên thiết bị di động, máy tính bảng và máy tính để bàn giúp quản lý quan hệ khách hàng và tuyến đường của đại diện bán hàng địa phận                                       |
| AlignMix                   | Có bản quyền       | Hai phiên bản, cả hai đều chạy trên Windows, Standard (miễn phí) và Chuyên nghiệp |
| Alignstar                  | Có bản quyền       | Có sẵn cho máy tính để bàn (chỉ dành cho Windows) hoặc qua web. Lưu trữ ngày 8 tháng 1 năm 2018 tại Wayback Machine                                                                         |
| Esri Business Analyst      | Có bản quyền       | Esri Business Analyst chứa các công cụ thiết kế địa phận và có phiên bản máy tính để bàn và máy chủ .                                                                                       |
| Javelin Territory Designer | Có bản quyền       | Trang web hiển thị phiên bản dành cho máy tính để bàn |
| Open Door Logistics Studio | Mã nguồn mở (LGPL) | Chỉ dành cho máy tính để bàn (Windows, Linux, Mac) |
| Proalign                   | Độc quyền          | Có sẵn cho web và máy tính để bàn |